# Olga Kurylenko
Ol'ha Kostjantynivna Kurylenko (in ucraino Ольга Костянтинівна Куриленко?; Berdjans'k, 14 novembre 1979) è un'attrice e modella ucraina naturalizzata francese, più nota con la grafia di Olga Kurylenko.

## Biografia

### Carriera
Nata a Berdjans'k da genitori dell'allora Unione Sovietica (padre ucraino e madre russa), dall'età di 3 anni cresce con la madre dopo il divorzio dei genitori. A 13 anni viene notata da una talent scout mentre è in vacanza a Mosca; dopo due anni si trasferisce nella capitale russa e all'età di 17 anni prosegue poi la carriera di modella in Francia, dove posa per riviste come Elle e Marie Claire. È inoltre protagonista di varie campagne pubblicitarie di biancheria intima, diventando per molte stagioni consecutive il volto e il corpo della maison Lejaby.
La passerella è l'occasione per farsi notare nel mondo dello spettacolo, così negli anni 2000 intraprende definitivamente la carriera di attrice. L'esordio assoluto avviene nel 2001, in un episodio della serie televisiva Largo Winch. Di quattro anni dopo è il debutto cinematografico, nella pellicola francese L'Annulaire, che le fa vincere un premio al Brooklyn International Film Festival. Nel 2006 recita con Elijah Wood in un episodio del film collettivo Paris, je t'aime. L'anno successivo si fa notare nella serie francese Suspectes e ottiene un ruolo nel blockbuster hollywoodiano Hitman - L'assassino.
All'inizio del 2008 la EON Productions annuncia il suo ingresso nel mondo delle Bond girl, con il personaggio di Camille Montes nel ventiduesimo film della saga, Quantum of Solace. La notorietà derivante le permette, all'inizio degli anni 2010, di fare rapidamente strada sul grande schermo. Nel 2010 viene frattanto scelta come protagonista del calendario Campari. Nel 2012 il cineasta Terrence Malick la vuole come protagonista femminile di To the Wonder, facendosi apprezzare nello stesso anno anche in 7 psicopatici; l'attrice non disdegna al contempo ruoli televisivi, come in Magic City
Il 2013 la vede poi a fianco di Tom Cruise nel fantascientifico Oblivion. L'anno dopo la vede recitare e farsi dirigere da Russell Crowe nel film drammatico The Water Diviner, e ricopre un ruolo secondario in Vampire Academy. Nel 2015 è protagonista dell'action-thriller Momentum, mentre nel biennio seguente dapprima recita con Jeremy Irons nel film autoriale La corrispondenza di Giuseppe Tornatore, e poi partecipa all'acclamata pellicola satirica Morto Stalin, se ne fa un altro di Armando Iannucci. Nel 2018 è al fianco di Rowan Atkinson nella commedia spionistica Johnny English colpisce ancora, in cui Kurylenko offre una sorta di parodia del suo precedente ruolo di Bond girl. Nel 2021 presta il volto alla villain Taskmaster nel film del Marvel Cinematic Universe Black Widow, diretto da Cate Shortland; riprenderà il ruolo quattro anni più tardi, in Thunderbolts*, diretto da Jake Schreier.

### Vita privata
Nel 2001 ha acquisito la cittadinanza francese; lei stessa ha dichiarato di sentirsi più vicina alla mentalità francese rispetto a quella ucraina delle sue origini. Dal 2009 si è trasferita a Londra.
Ha sposato il fotografo di moda francese Cédric van Mol nel 2000, ma la coppia ha divorziato quattro anni dopo. Ha poi sposato l'imprenditore statunitense Damian Gabrielle nel 2006, ma anche questa unione si è conclusa con il divorzio alla fine del 2007. Kurylenko e il suo ex compagno, l'attore e scrittore inglese Max Benitz, hanno un figlio.
Durante l'invasione russa dell'Ucraina del 2022, Kurylenko ha espresso sostegno alla sua terra d'origine.

## Filmografia parziale

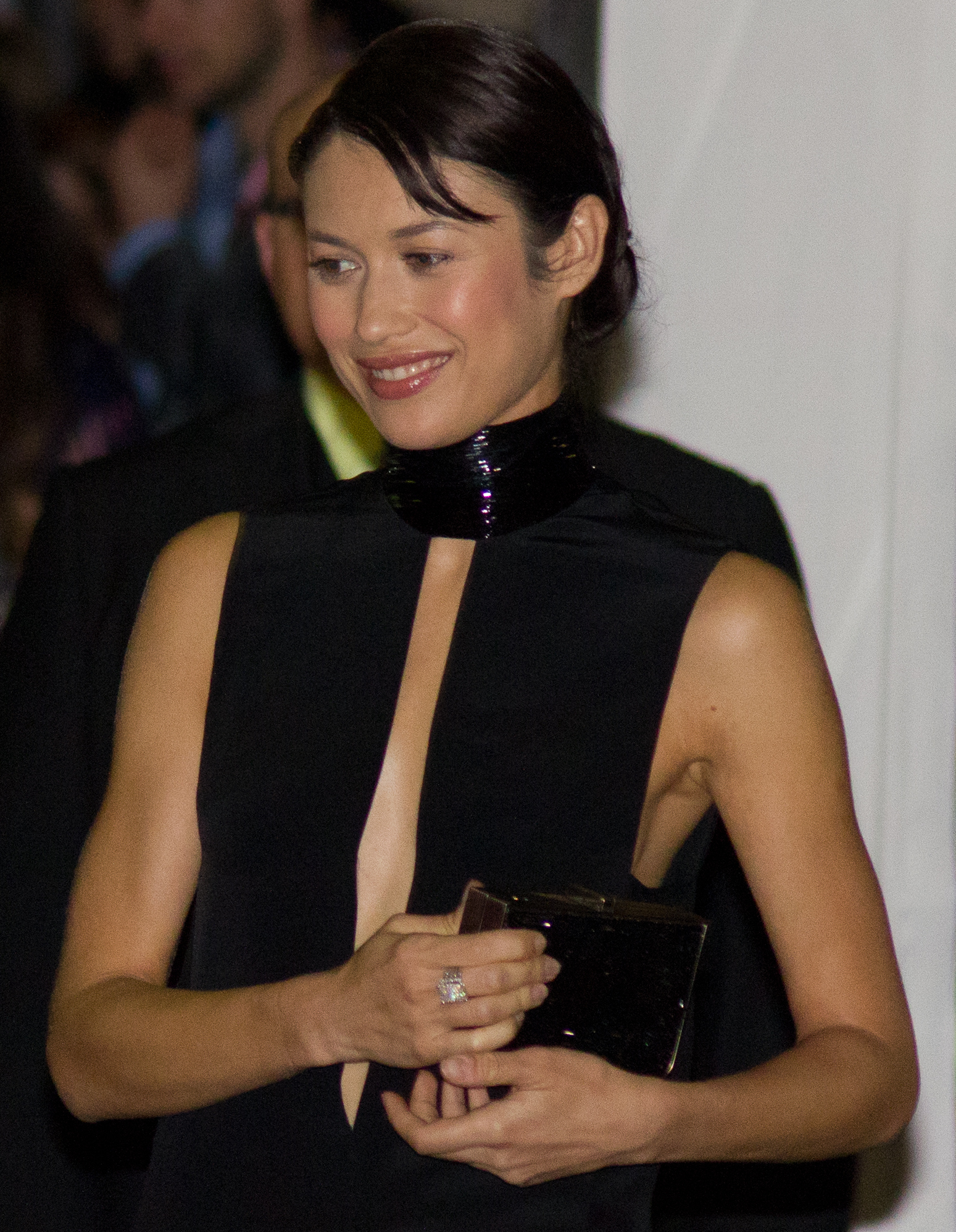
Kurylenko nel 2012 al Toronto International Film Festival, per l'anteprima di 7 psicopatici

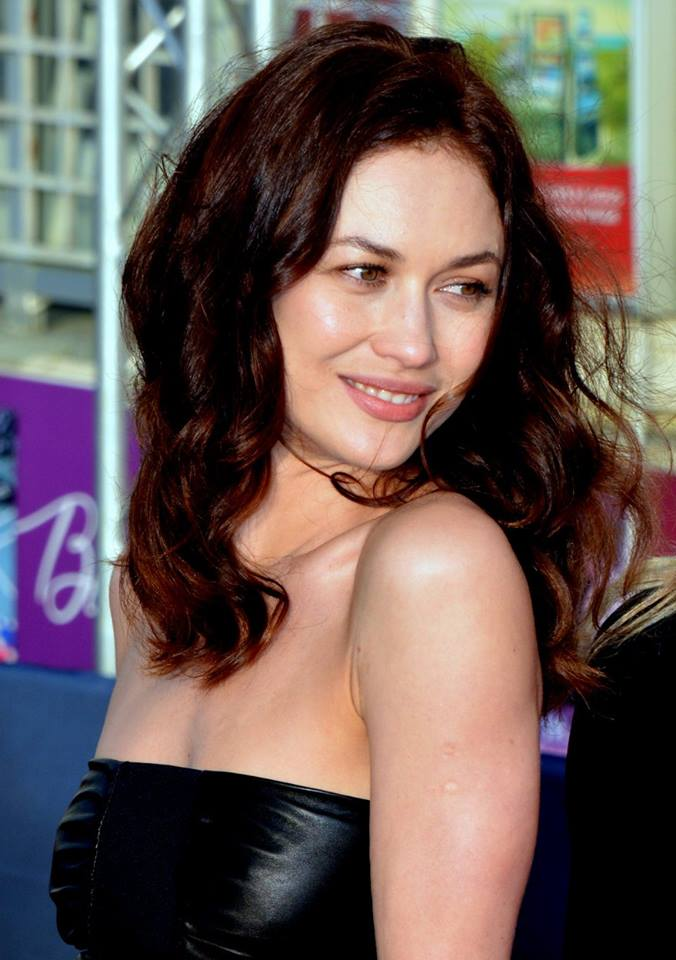
Kurylenko nel 2018 al Festival du film de Cabourg

### Cinema
- L'annulaire, regia di Diane Bertrand (2005)
- Paris, je t'aime, regia di registi vari (2006)
- Le serpent, regia di Éric Barbier (2006)
- Hitman - L'assassino (Hitman), regia di Xavier Gens (2007)
- Max Payne, regia di John Moore (2008)
- Quantum of Solace, regia di Marc Forster (2008)
- À l'est de moi, regia di Bojena Horackova (2008)
- Vendetta assassina (Kirot), regia di Danny Lerner (2009)
- Centurion, regia di Neil Marshall (2010)
- There Be Dragons - Un santo nella tempesta, regia di Roland Joffé (2011)
- Terre outragée, regia di Michale Boganim (2011)
- The Expatriate - In fuga dal nemico (The Expatriate), regia di Philipp Stölzl (2012)
- To the Wonder, regia di Terrence Malick (2012)
- 7 psicopatici (Seven Psychopaths), regia di Martin McDonagh (2012)
- Oblivion, regia di Joseph Kosinski (2013)
- Vampire Academy, regia di Mark Waters (2014)
- The November Man, regia di Roger Donaldson (2014)
- The Water Diviner, regia di Russell Crowe (2014)
- Perfect Day (A Perfect Day), regia di Fernando León de Aranoa (2015)
- Momentum, regia di Stephen Campanelli (2015)
- La corrispondenza, regia di Giuseppe Tornatore (2016)
- Morto Stalin, se ne fa un altro (The Death of Stalin), regia di Armando Iannucci (2017)
- Gun Shy - Eroe per caso (Gun Shy), regia di Simon West (2017)
- L'uomo che uccise Don Chisciotte (The Man Who Killed Don Quixote), regia di Terry Gilliam (2018)
- Mara, regia di Clive Tonge (2018)
- Johnny English colpisce ancora (Johnny English Strikes Again), regia di David Kerr (2018)
- The Room - La stanza del desiderio (The Room), regia di Christian Volckman (2019)
- The Courier, regia di Zackary Adler (2019)
- Il prezzo dell'arte (Les traducteurs), regia di Régis Roinsard (2019)
- La baia del silenzio (The Bay of Silence), regia di Paula van der Oest (2020)
- La sentinella (Sentinelle), regia di Julien Leclercq (2021)
- Black Widow, regia di Cate Shortland (2021)
- Vanishing, regia di Denis Dercourt (2022)
- White Elephant, regia di Jesse V. Johnson (2022)
- The Princess, regia di Le-Van Kiet (2022)
- High Heat, regia di Zach Golden (2022)
- Tyler Rake 2 (Extraction II), regia di Sam Hargrave (2023)
- Boudica - La regina guerriera (Boudica), regia di Jesse V. Johnson (2023)
- The Paradox Effect, regia di Scott Weintrob (2023)
- Chief of Station - Verità a tutti i costi (Chief of Station), regia di Jesse V. Johnson (2024)
- Thunderbolts*, regia di Jake Schreier (2025)

### Televisione
- Largo Winch – serie TV, 1 episodio (2001)
- Le porte-bonheur, regia di Laurent Dussaux – film TV (2006)
- Suspectes – serie TV, 7 episodi (2007)
- Tyranny – webserie, 5 episodi (2010)
- Magic City – serie TV, 16 episodi (2012-2013)
- Treason – miniserie TV, 5 puntate (2022)
- Super mâles – serie TV, 6 episodi (2025)

## Riconoscimenti

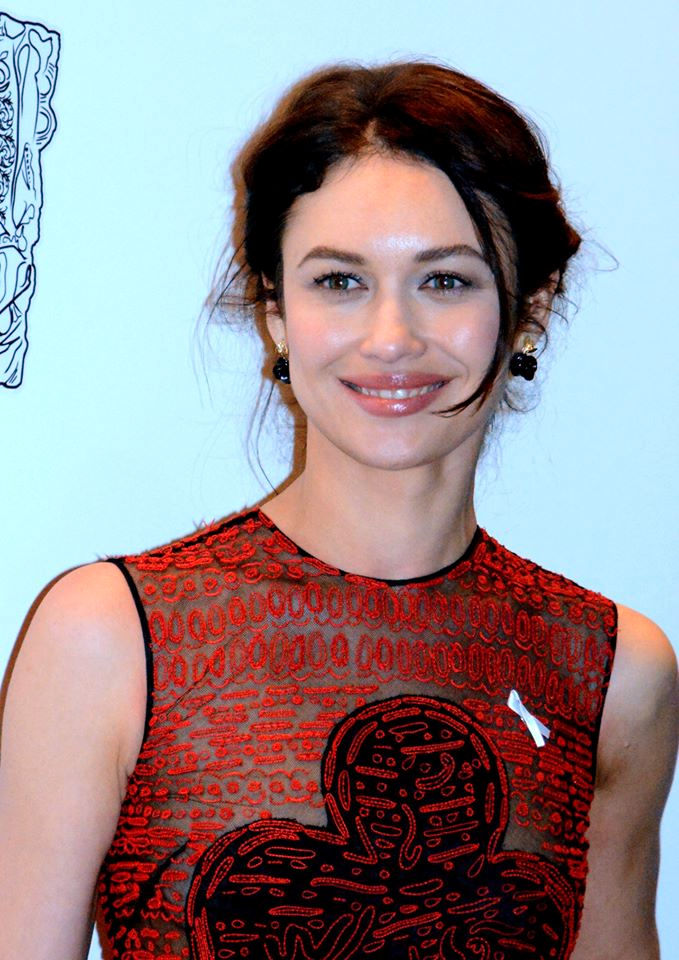
Kurylenko ai Premi César 2018

### Premi
- Brooklyn Film Festival per la migliore attrice per il film L'Annulaire
- Boston Society of Film Critics Award per il miglior cast, per il film 7 psicopatici

### Candidature
- Saturn Award per la miglior attrice non protagonista 2008 per Quantum of Solace
- Empire Awards 2009 per la migliore attrice per Quantum of Solace
- San Diego Film Critics Society Awards 2012 per 7 psicopatici

## Agenzie
- Time Models
- The Fashion Model Management
- Mikas - Svezia
- View Management - Spagna
- Women Management - Parigi
- Next Model Management - Londra

## Doppiatrici italiane
Nelle versioni in italiano delle opere in cui ha recitato, Olga Kurylenko è stata doppiata da:
- Domitilla D'Amico in Hitman - L'assassino, Momentum, Morto Stalin, se ne fa un altro, L'uomo che uccise Don Chisciotte, La sentinella, The Princess, The Paradox Effect
- Francesca Fiorentini in Quantum of Solace, The Expatriate - In fuga dal nemico, Perfect Day, Treason, Chief of Station - Verità a tutti i costi
- Benedetta Degli Innocenti ne La corrispondenza, Gun Shy - Eroe per caso, The Courier, Boudica - La regina guerriera
- Myriam Catania in Oblivion, The November Man, The Room - La stanza del desiderio
- Francesca Manicone in 7 psicopatici, Johnny English colpisce ancora
- Emma Grasso in Thunderbolts*
- Jessica Bologna ne Il prezzo dell'arte, La baia del silenzio
- Claudia Catani in Max Payne
- Rachele Paolelli in Vendetta assassina
- Gea Riva in There Be Dragons - Un santo nella tempesta
- Chiara Colizzi in To the Wonder
- Eleonora De Angelis in Magic City
- Valentina Mari in The Water Diviner
- Valentina Perrella in Fuoco mortale
- Virginia Brunetti in Tyler Rake 2